# 世新大学
世新大学（せしんだいがく、英語: Shih Hsin University）は、台湾台北市文山区木柵路一段17巷1号に本部を置く中華民国の私立大学。1956年創立、1997年大学設置。大学の略称は世新、SHU。
創始者の成舍我は中国出身の有名なジャーナリストであり、当初はジャーナリストの専門学校として創立され、漸次総合大学として転身した。新聞コミュニケーション学部は政治大学のコミュニケーション学院と並び台湾ではジャーナリスト関係研究を代表する大学とされている。現在は19学系 4研究所。

## キャンパス

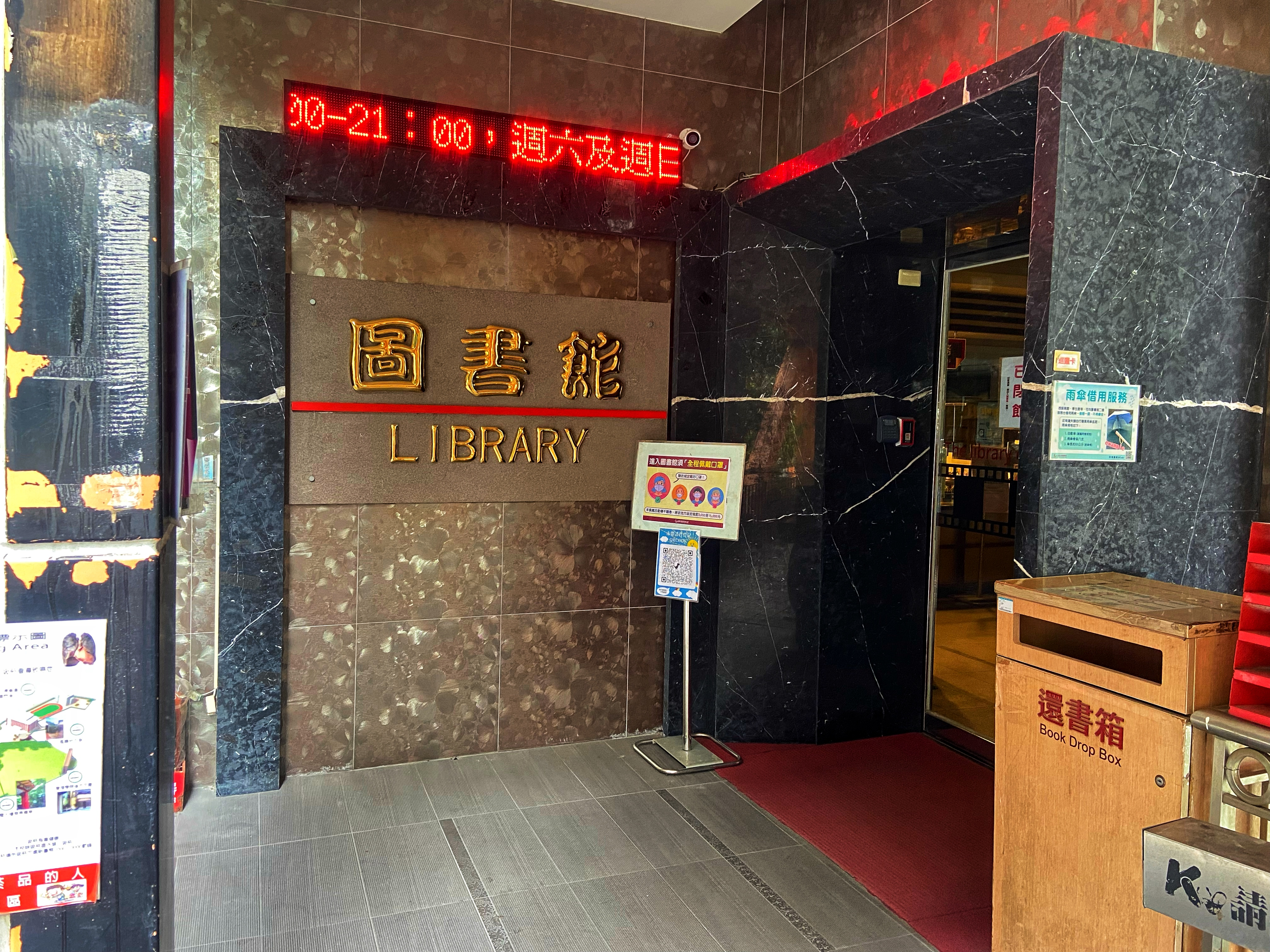
図書館

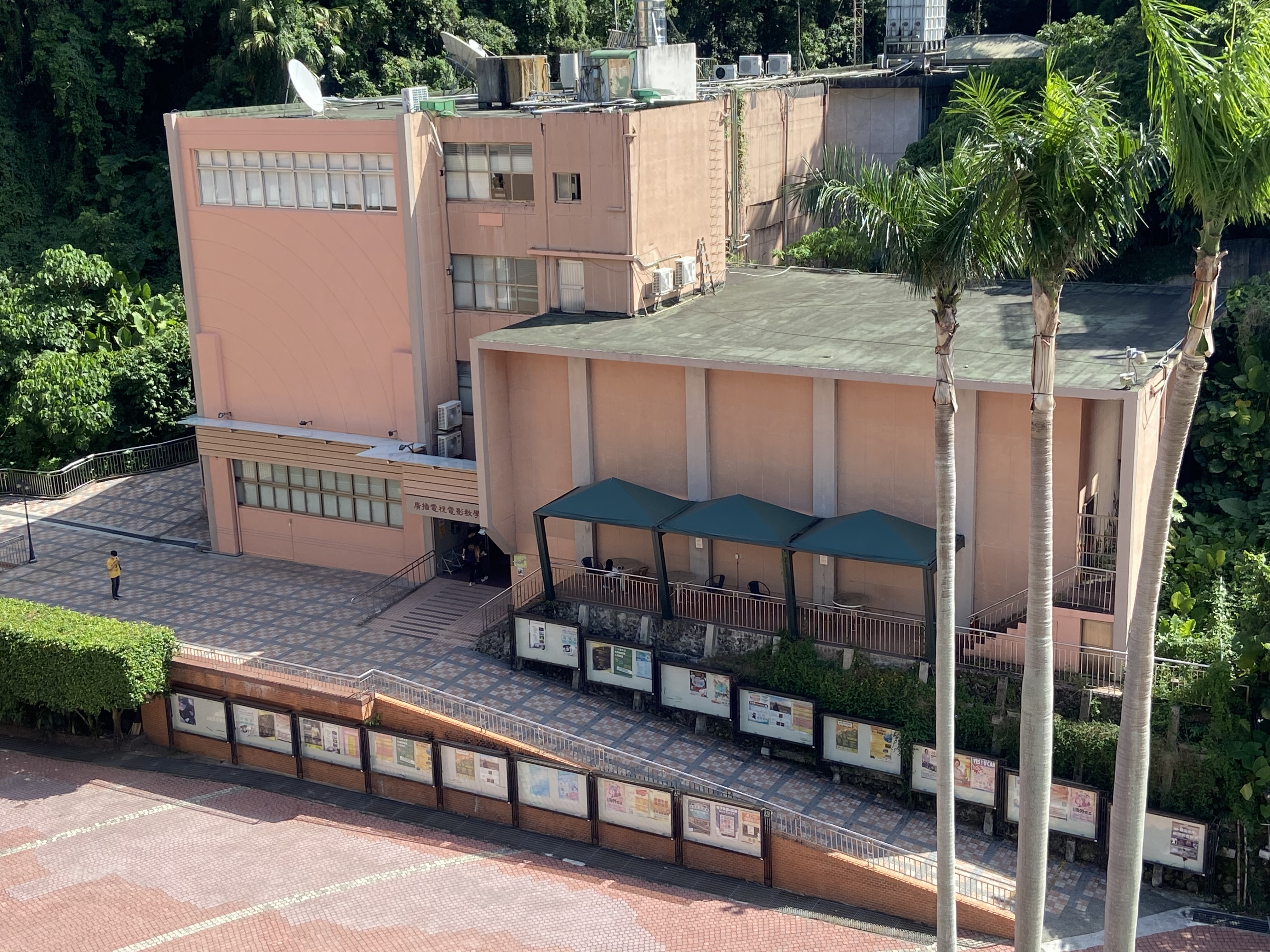
ラジオとテレビの教育センター

## 歴史
| 年     | 月日 | 事跡                           |
| ------ | ---- | ------------------------------ |
| 1956年 | 9月  | 「世界新聞職業学校」として開校 |
| 1960年 | 8月  | 「世界新聞専科学校」と改称     |
| 1991年 | 8月  | 「世界新聞伝播学院」と改称     |
| 1997年 | 8月  | 「世新大学」と改称             |

## 組織
| | |
| - 新聞コミュニケーション学部 - 新聞学科 - テレビ、放送、映画総合学科 - 公共関係と広告学科 - イメージコミュニケーション・デジタル出版学科 - スピーチコミュニケーション学科 - 情報コミュニケーション学科 - デジタルマルチメディアデザイン学科 - コミュニケーション管理学科 - コミュニケーション研究所 - 管理学部 - 情報管理学科 - 観光学科 - 財務金融学科 - 行政管理学科 - 企業管理学科 | - 人文社会学部 - 経済学科 - 社会発展研究所 - ジェンダー研究所 - 社会心理学科 - 英語学科 - 中国語学科 - 日本語学科 - 法学部 - 法律学科 - 知的財産権研究所 |

## 教員
- 呉煜宗(くれ よそう)、法律学部、憲法学。

## スポーツ・サークル・伝統
- 学校のチアリーディングチームが特に有名。

## 主な出身者
- 陳菊 - 高雄市長。
- 郭静
- 夏宇童
- 賴雅妍
- ビアンカ・バイ（白歆惠） - 女優、モデル
- シュアン - 日本のお笑いタレント（ロンドンブーツ1号2号田村淳がプライベート企画「淳の休日」の1プロジェクトとして結成されたスルースキルズのメンバー）